# Artur Davtján
Artur Davtján (örményül: Արթուր Դավթյան, Jereván, 1992. augusztus 8. –) örmény tornász. A 2020-as olimpián bronzérmes, 2024-es olimpián ezüstérmes, a 2022-es Tornász-világbajnokság világbajnoka. Emellett a 2019-es Európa-játékok ugrásbajnoka, és hétszeres Európa-bajnoki érmes.

## Magánélete
1992. augusztus 8-án született Örményország fővárosában, Jerevánban. 1998-ban, 7 évesen kezdett el tornázni. 2008 óta az örmény tornászválogatott tagja. Ő Vahagn Davtyan testvére.

## Sportpályafutása

### Ifjúsági
2009-ben a finnországi tamperei Ifjúsági Olimpián Davtyan társaival, Vahagn Vardanyannal és Arthur Tovmasyannal együtt csapatban hatodik helyezést értek el huszonhárom csapat között. Az egyéni összetettben Davtján ugyanezt a helyezést érte összetettben, a hetedik helyezett lett ugrásban, hatodik korlátban és kilencedik gyűrűn. Egy évvel később, a birminghami junior Európa-bajnokságon 15.462-es eredménnyel lett bajnok ugrásban. Ráadásul a gyűrűn 13.975-ös eredménnyel a negyedik, a felemás korláton kilencedik, lovon pedig a hetedik helyen végzett.

### Felnőtt

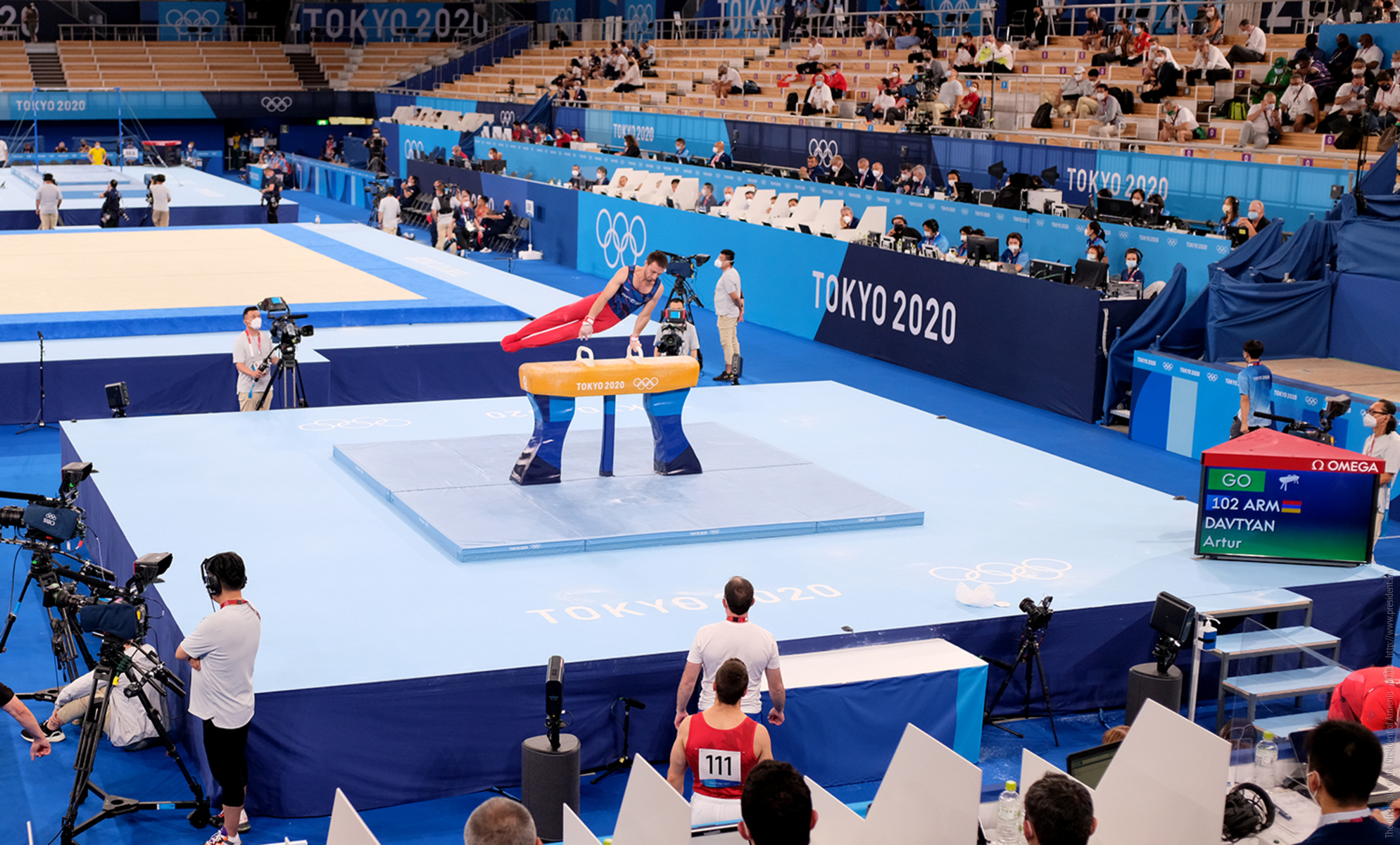
Davtján a 2020-as nyári olimpián.

2011-ben debütált a felnőtt versenyben, a 2011-es berlini tornász Európa-bajnokságon, ahol minden szakágban részt vett. Az örmény sportoló számára sikeres volt a bajnokság. A legfiatalabb sportolóként összetettben huszadik helyen zárt. Az összes gyakorlat közül a legjobb eredménye az ugrásban elért tizennegyedik hely volt.
2012 januárjában részt vett a londoni nemzetközi kvalifikációs tornán. Ugrásban a legjobb eredményt mutatva azon szakágak közül, amelyekben részt vett, 15.450 pontot szerzett és második helyezést ért el. Az összetettben 84.2 ponttal a tizenkettedik helyen végzett. Eredményei általkvalifikálta magát a 2012. évi nyári olimpiai játékokra.
Ugyanebben az évben részt vett a 2012-es férfi torna-Európa-bajnokságon, ahol összetettben ötödik lett.  A 2012-es londoni nyári olimpián nem járt sikerrel, megsérült a lába, és nem tudta leküzdeni a kvalifikációs szakaszt.
2019-ben a második Európa-játékokon aranyérmet szerzett ugrásban.
Davtján a 2020-as tokiói nyári olimpián megszerezte a bronzérmet ugrásban, első egyéni olimpiai érmét és Örményország első olimpiai érmét tornában. Érdekesség, hogy ez volt az első megszerzett érem Örményország számára a 2020-as olimpián.
A 2021-es kairói világbajnokságon Davtján egy új elemet mutatott be lólengésben, amelyet hivatalosan is róla neveztek el Davtyannak.
Davtyan ezüstérmet nyert ugrásban a 2024-es nyári olimpián, ami ismét Örményország első megszerzett érme volt a 2024-es olimpián.